# Just Like You (Keb' Mo')
Just Like You is het derde soloalbum van de Amerikaanse bluesmuzikant Keb' Mo'. Het werd op 18 juni 1996 door Okeh Records (een sublabel van Epic Records) uitgegeven. Mo' bereikte met Just Like You de tweede plaats in de Amerikaanse hitlijst voor bluesalbums. In 1997 werd het album met een Grammy Award bekroond.

## Nummers
Alle nummers zijn geschreven door Keb' Mo', tenzij anders aangegeven.
1. "That's Not Love" - 4:08 (Georgina Graper & Mo')
2. "Perpetual Blues Machine" - 3:16 (Graper & Mo')
3. "More Than One Way Home" - 4:53 (John Lewis Parker & Mo')
4. "I'm on Your Side" - 3:40
5. "Just like You" - 3:26 (Parker & Mo')
6. "You Can Love Yourself" - 2:33
7. "Dangerous Mood" - 4:59 (Candy Parton & Mo')
8. "The Action" - 3:59
9. "Hand It Over" - 2:55
10. "Standin' at the Station" - 3:13 (Phil Ramocon & Mo')
11. "Momma, Where's My Daddy?" - 3:07 (Lori Barth & Mo')
12. "Last Fair Deal Gone Down" - 3:47 (Robert Johnson)
13. "Lullaby Baby Blues" - 2:36 (Graper & Mo')